# Neohoplonotus spiniferus
Neohoplonotus spiniferus là một loài bọ cánh cứng trong họ Cerambycidae.